# Втрати 25-го окремого полку спеціального призначення (РФ)
У статті наведено подробиці втрат 25-го окремого полку спеціального призначення Збройних сил РФ у різних військових конфліктах.

## Список вбитих

### Російсько-українська війна
| п/п | Прізвище, ім'я, по-батькові                                      | Звання           | Дата народження | Дата смерті | Місце смерті      |
| --- | ---------------------------------------------------------------- | ---------------- | --------------- | ----------- | ----------------- |
| 1.  | Подопригора Дмитро Юрійович (рос. Подопригора Дмитрий Юрьевич)   | молодший сержант | 11.01.1992      | 02.03.2022  |                   |
| 2.  | Зуєв Володимир Володимирович (рос. Зуев Владимир Владимирович)   |                  | 25.08.1989      | 29.03.2022  |                   |
| 3.  | Селіванов Максим Сергійович (рос. Селиванов Максим Сергеевич)    | молодший сержант | 20.03.1992      | 04.04.2022  |                   |
| 4.  | Богомолов Олексій Юрійович (рос. Богомолов Алексей Юрьевич)      | капітан          |                 | 12.04.2022  |                   |
| 5.  | Симаков Ярослав Андрійович (рос. Симаков Ярослав Андреевич)      | єфрейтор         | 05.07.2000      | 18.05.2022  |                   |
| 6.  | Іванов Максим Миколайович (рос. Иванов Максим Николаевич)        | сержант          | 22.07.1990      | 17.07.2022  |                   |
| 7.  | Гусєв Микита Юрійович (рос. Гусев Никита Юрьевич)                | прапорщик        | 08.10.1996      | 07.09.2022  |                   |
| 8.  | Набабій Максим Олександрович (рос. Набабий Максим Александрович) | єфрейтор         | 26.09.1994      | 06.10.2022  |                   |
| 9.  | Аплеталін Максим Сергійович (рос. Аплеталин Максим Сергеевич)    | майор            | 17.02.1987      | 27.11.2022  | Луганська область |
| 10. | Куштаєв Володимир (рос. Куштаев Владимир)                        |                  | 18.10.2000      | 17.12.2022  |                   |
| 11. | Кондратьєв Андрій Андрійович (рос. Кондратьев Андрей Андреевич)  | єфрейтор         | 30.07.1993      | 05.07.2023  |                   |